# 津藩
津藩（つはん）は、伊勢安濃郡安濃津（現在の三重県津市）に置かれた藩。安濃津藩（あのつはん）と呼ばれることもある。藩庁は津城（安濃津城）。支城として伊賀阿拝郡上野（現在の三重県伊賀市）の上野城（伊賀上野城）も所有した。石高は当初伊勢・伊賀2国を合わせた22万石で、大坂の陣の後に山城国・大和国（いわゆる「城和領」）などが加増され最大32万3000石となった。

## 藩史
戦国時代の津は安濃津と呼ばれ、長野工藤氏の支配下にあった。永禄11年（1568年）、織田信長の伊勢侵攻で長野工藤氏は信長に降伏し、信長の弟・信包を養子に迎えて当主とした。信長没後、信包は豊臣秀吉に仕え、文禄3年（1594年）に2万石を削減されて近江に移封された。
代わって、富田知信が5万石で入った。知信は慶長4年（1599年）に死去し、跡を子の信高が継いだ。信高は徳川家康に接近し、家康主導による会津征伐に参加し、石田三成ら西軍が挙兵すると本国に戻り、西軍の伊勢侵攻軍である毛利秀元や長束正家と戦い、敗れて高野山に逃れた（安濃津城の戦い）。関ヶ原の戦い後、家康は信高を2万石加増の7万石で安濃津城主として復帰させた。慶長13年（1608年）8月24日、信高は伊予宇和島藩に移封された。
翌日の8月25日、伊予今治藩10万石から藤堂高虎が22万石に加増された上で入った。内訳は伊予越智郡今治2万石、伊賀国内10万石、伊勢安濃郡、一志郡内10万石で計22万石である。
高虎は江戸城の普請などにも功を挙げて家康から絶大な信任を受け、外様でありながら早くから別格譜代の厚遇を受けることとなる。慶長19年（1614年）からの大坂の陣でも家康側に与して戦功を挙げた。伊賀上野藩主・筒井定次の改易もあって伊勢津藩は伊賀国内と伊勢鈴鹿郡・安芸郡・三重郡・一志郡内で5万石を加増され計27万石となり、更に元和3年（1617年）新たに伊勢度会郡田丸城5万石が加増され、高虎の弟藤堂正高の下総国の所領3千石も津藩領に編入し、最終的に32万3000石を領する大大名となった。
なお、田丸5万石は元和5年（1619年）に和歌山城に徳川頼宣が移封されてくると紀州藩領となり、藤堂家には替地として大和国と山城国に5万石が与えられた。または、大坂城は幕府によって新たに作り直されるとの情報を事前に掴んだ藤堂高虎が、築城工事に使用する石垣の石を確保するために田丸城周辺の領地を幕府に返上し、代わりに山城国木津川の南にある採石場とその付近にある赤田川一帯の地を領地にしてもらったという。
藩政は初代藩主・高虎の時代に行われた城郭普請や家臣団編成、農業制度改革、城下町建設などで確立する。
第2代藩主・藤堂高次は寛文9年（1669年）9月29日に隠居する際、子の第3代藩主・藤堂高久に命じて次男藤堂高通に5万石を分与して、支藩である久居藩を立藩させた。このため、津藩は27万3950石となった。高久も元禄10年（1697年）10月5日に藤堂高堅に3000石を分与して、27万950石となった。高久は藩財政再建のため、地方知行制の廃止と蔵納制の移行、田畑永代売買の禁止、新田開発、商業統制などを行ったが、効果はなかった。
第4代藩主・藤堂高睦の在職期には3度にわたる地震などの天災に見舞われた上、藤堂家の嫡流も高睦をもって早くも終焉し、以後は支藩・久居藩から招かれて藩主となった者が多い。第5代藩主・藤堂高敏、第6代藩主・藤堂高治、第7代藩主・藤堂高朗（藤堂高豊）らはいずれも久居藩主を経て、津藩主になった面々である。なお、これら養子藩主時代は幕命による手伝い普請などによる出費や天災・凶作が相次いで藩財政は悪化した。
第9代藩主・藤堂高嶷も久居藩から津藩主となった養子藩主で、藩財政の再建を中心とした藩政改革を行ったが、あまりに急性すぎる改革は周囲の反発を受け、寛政年間に津藩最大の百姓一揆が発生して改革は挫折した。
特筆すべき藩主が、第10代藩主・藤堂高兌である。高兌も久居藩から転任した藩主で高嶷の実子だったが、すでに久居藩主時代からその敏腕をもって藩政の再建に成功していた。このため、津藩の藩政でも綱紀粛正・倹約・植林や養蚕の奨励、福祉政策、文武の奨励などを実行して藩政改革を成功させ、藤堂家中興の英主と讃えられた。また、文武を推奨して藩校「有造館」を創設、伊賀にも藩校「崇広堂」を創設した。各武術の稽古場も整備され、剣術では新陰流、若山流、戸波流などの流儀が修練された。
高兌の跡を継いだ第11代藩主・藤堂高猷の時代には、凶作や地震などの天災が相次ぎ、藩の借金は明治に至るまでに212万両にまで達したといわれる。
幕末には幕府から黒船来航への対策として鳥羽藩とともに伊勢神宮と伊雑宮の防衛を命じられ、志摩地方の沿岸部には次々と台場が築かれ大砲が設置された。
慶応3年に幕命を受けて、山崎関門の守衛の任に就く。その後の王政復古により新政府が誕生した後も、政府命令で引き続き山崎関門の守衛を続けた。1868年（慶応4年）1月に鳥羽・伏見の戦いが始まると、「薩長と会桑の私闘にくみしない」として中立を保っていたが、新政府の四条隆平が津藩陣営に勅使として訪れ、敗退した旧幕府軍への追撃を命じる。津藩守備隊を指揮していた藤堂元施と吉村長兵衛は、勅命が出た以上は官軍に協力することを決意し、淀川対岸の幕軍砲台を砲撃して官軍の勝利に大きく貢献することになった。当初こそ中立を宣言していたものの、旧幕府側からは味方と思われていたため、「藤堂の犬侍」「その行い、藩祖（高虎）に似たり」とそしられた。その後、津藩兵は戊辰戦争で東海道の先鋒となって、各地で旧幕府軍と戦った。
1869年（明治2年）の版籍奉還で、高猷は津藩知事に任じられる。しかし1870年（明治3年）には高猷が行った藩政改革で平民による部隊が編成され、これに不満を持った士族派の長谷部一（藤堂監物）らが反対して処刑されるという庚午事変（監物騒動）が起こるなどしている。また、伊賀4郡で打ちこわし（平高騒動）も起こっているなど、高猷の失政が目立った。
1871年（明治4年）6月28日、高猷は隠居し、第12代藩主と津藩知事には藤堂高潔が就任したが、直後の7月14日に行われた廃藩置県で津藩は廃藩となり、安濃津県となった。1872年（明治5年）に三重県と改称され、1876年（明治9年）には度会県が三重県に編入された。

## 歴代藩主

### 富田家
外様。5万石→7万石（1595年－1608年）
1. 知信
2. 信高

### 藤堂家
外様。22万950石→27万950石→32万3950石→27万3950石→27万950石（1608年－1871年）
1. 高虎
2. 高次
3. 高久
4. 高睦
5. 高敏
6. 高治
7. 高朗
8. 高悠
9. 高嶷
10. 高兌
11. 高猷
12. 高潔

## 幕末の領地
- 伊勢国
  - 三重郡のうち - 15村

松本村 (514石4斗2升7合0勺0才2撮)・川原田村 (947石6斗2升0合9勺7才2撮)・貝塚村 (212石6斗1升7合9勺9才6撮)・山ノ一色村 (384石0斗4升8合0勺0才4撮)・東坂部村 (795石4斗8升9合9勺9才0撮)・尾平村 (110石5斗0升0合0勺0才0撮)・寺方村 (289石8斗8升1合9勺8才9撮)・西野村 (236石8斗3升5合9勺9才9撮)・平尾村 (292石1斗2升2合0才0勺9撮)・江村 (181石2斗1升0合9勺9才9撮)・下鵜川原村 (89石5斗8升3合0勺0才0撮)・赤水村 (279石6斗9升9合0勺0才5撮)・下海老原村 (869石3斗1升2合9勺8才8撮)・桜一色村 (338石8斗8升6合9勺9才3撮)・佐倉村 (1173石2斗5升3合0勺5才2撮)
- - 河曲郡のうち - 29村

須賀村 (1007石8斗2升5合9勺8才9撮)・池田村 (1502石6斗6升2合9勺6才4撮)・中戸村 (1145石6斗4升0合0勺1才5撮)・肥田村 (880石5斗7升0合0勺0才7撮)・土師村 (804石7斗3升6合0勺2才3撮)・中瀬村 (25石1斗3升5合0勺0才0撮)・一身田村 (209石4斗9升0合0勺0才5撮)・平野村 (476石0斗8升4合0勺1才5撮)・中野村 (807石7斗1升0合9勺9才9撮)・大古曾村 (607石5斗1升3合0勺0才0撮)・上津部田村 (687石7斗1升6合0勺0才3撮)・大部田村 (1074石8斗7升1合9勺4才8撮)・松本崎村 (128石7斗3升1合9勺9才5撮)・中山村 (78石7斗7升8合0勺0才0撮)・町屋村(88石9斗0升0合0勺0才2撮)・白塚村 (216石2斗7升8合0勺0才0撮)・窪田村 (2278石6斗8升7合9勺8才8撮)・高野尾村 (1038石6斗1升4合0勺1才4撮)・高野尾村無里 (353石8斗2升0合0勺0才7撮)・椋本村無里 (908石6斗5升0合0勺2才4撮)・忍田村無里 (520石9斗1升8合0勺3才0撮)・中繩村 (355石8斗8升2合9勺9才6撮)・楠原村 (761石9斗5升0合9勺8才9撮)・楠原村無里(126石1斗2升9合9勺9才7撮)・萩原村 (179石3斗4升3合0勺0才2撮)・福徳村 (192石4斗4升2合0勺0才1撮)・椋本村 (984石9斗4升0合0勺0才2撮)・忍田村 (190石0斗8升5合0勺0才7撮)・粉川村 (116石9斗4升4合0勺0才0撮)	
- - 鈴鹿郡のうち - 3村

加太村 (1465石7斗6升2合9勺3才9撮)・久我村 (267石2斗1升6合0勺0才3撮)・古厩村 (173石6斗9升4合0勺0才0撮)		
- - 安濃郡のうち - 73村

乙部村 (611石4斗0升5合0勺2才9撮)・津興村 (1118石5斗0升1合9勺5才3撮)・岩田村 (1027石7斗4升8合0勺4才7撮)・半田村 (1525石4斗9升6合9勺4才8撮)・神戸村 (2739石3斗1升1合0勺3才5撮)・(明治5年一志郡より） 垂水村 (959石6斗0升3合0勺2才7撮)・（明治5年一志郡より）　藤方村 (1451石9斗1升6合0勺1才6撮)・中河原村 (660石4斗8升4合9勺8才5撮)・塔世村 (504石8斗3升8合9勺8才9撮)・下部田村 (1240石3斗3升3合0勺0才8撮)・観音寺村 (494石0斗6升6合0勺1才0撮)・古河村 (930石5斗7升2合9勺9才8撮)・刑部村 (831石0斗4升9合9勺8才8撮)・納所村 (1412石5斗8升9合9勺6才6撮)・神納村 (422石4斗3升6合0勺0才5撮)・南河路村 (642石1斗9升3合9勺7才0撮)・野田村 (2053石4斗4升4合0勺9才2撮)・家所村 (1726石3斗4升4合9勺7才1撮)・柳谷村(190石0斗3升5合0勺0才4撮)・栗原村 (279石8斗0升4合9勺9才3撮)・新開村 (173石0斗4升4合0勺0才6撮)・南長野村 (610石1斗5升3合0勺1才5撮)・桂畑村(274石2斗8升9合0勺0才1撮)・北長野村 (909石0斗6升2合9勺8才8撮)・平木村 (238石2斗7升0合0勺0才4撮)・足坂村 (498石2斗1升4合9勺9才6撮)・五百野村 (998石6斗3升5合0勺1才0撮)・久保村 (564石0斗5升2合9勺7才9撮)・片田・前田村 (439石4斗0升2合0勺0才8撮)・井戸村 (414石5斗7升9合9勺8才7撮)・志袋村 (737石2斗5升8合9勺7才2撮)・長谷村 (127石2斗5升9合0勺0才3撮)・産品村 (867石1斗3升7合0勺2才4撮)・分部村 (1731石5斗5升8合9勺6才0撮)・小船村 (685石1斗9升0合9勺7才9撮)・殿村 (258石5斗7升1合0勺1才4撮)・長谷場村 (240石3斗5升2合0勺0才5撮)・田中村 (1054石5斗1升1合9勺6才3撮)・渋見村 (635石4斗6升1合9勺7才5撮)・北河路村 (425石2斗6升4合0勺0才8撮)・中跡部村 (571石8斗9升2合0勺2才9撮)・跡部村 (466石2斗3升5合9勺9才2撮)・鹿毛村 (581石6斗7升2合9勺7才4撮)・一色村 (450石7斗3升0合9勺8才8撮)・河辺村 (1400石5斗1升6合9勺6才8撮)・清水村 (963石3斗6升6合0勺2才8撮)・清水村 (963石3斗6升6合0勺2才8撮)・太田村 (1272石4斗2升1合0勺2才1撮)・曾根村 (589石5斗3升6合0勺1才1撮)・浄土寺村 (724石5斗3升9合0勺0才1撮)・連部村 (241石5斗0升3合9勺9才8撮)・今徳村 (523石3斗1升0合9勺7才4撮)・神田村 (138石5斗8升7合0勺0才6撮)・光明寺村 (85石2斗6升4合9勺9才9撮)・南神山村 (177石7斗5升9合0勺0才3撮)・前田村 (356石2斗4升6合0勺0才2撮)・二子村 (335石9斗1合2升9勺9才4撮)・船山村 (201石8斗6升9合9勺9才5撮)・村主村 (287石4斗7升6合9勺9才0撮)・井上村 (341石7斗1升3合0勺1才3撮)・日南田村 (273石8斗8升8合0勺0才0撮)・前野村 (233石9斗1升0合9勺9才5撮)・萩野村 (855石9斗2升9合9勺9才3撮)・荒木村 (686石2斗7升0合0勺2才0撮)・安濃村 (1537石8斗2升8合9勺7才9撮)・内多村 (1697石8斗4升9合9勺7才6撮)・栗加村 (692石2斗6升7合0勺2才9撮)・大塚村 (295石6斗7升3合0勺0才4撮)・戸島村 (846石9斗0升3合9勺9才2撮)・野口村 (368石2斗9升1合9勺9才2撮)・小野平村 (508石4斗3升2合0勺0才7撮)・雲林院村 (1209石4斗3升1合0勺3才0撮)・河内村 (430石3斗3升2合0勺0才1撮)・田端上野村 (538石1斗4升3合0勺0才5撮)	
- - 一志郡のうち - 56村（うち黒野村を和歌山藩に編入）

久米村 (1395石0斗4升2合9勺6才9撮)・上ノ荘村 (606石8斗3升6合9勺7才5撮)・黒野村 (330石4斗0升3合9勺9才2撮)・田村 (556石1斗5升1合9勺7才8撮)・津屋城村 (81石1斗2升9合9勺9才7撮)・小村 (285石3斗0升9合9勺9才8撮)・舞出村 (259石6斗4升0合0勺1才5撮)・権現前村 (115石6斗0升6合0勺0才3撮)・下ノ川村 (1477石2斗4升3合0勺4才2撮)・下多気村 (979石8斗3升3合9勺8才4撮)・丹生俣村 (153石7斗5升1合9勺9才9撮)・滝ノ川村 (116石7斗9升1合0勺0才0撮)・矢下村 (212石7斗5升9合9勺9才5撮)・岩倉村 (71石3斗5升5合0勺0才3撮)・合ヶ野村 (150石9斗0升6合9勺9才8撮)・飯福田村 (102石3斗7升3合0勺0才1撮)・後山村 (162石1斗3升0合9勺9才7撮)・与原村 (195石9斗6合0升9勺9才9撮)・柚原村 (321石1斗3合2升9勺9才6撮)・小原村 (432石7斗6合0升9勺8才6撮)・上小川村 (318石6斗8升3合0勺1才4撮)・雲出村 (4968石1斗7升6合7勺5才8撮)・矢野村 (1691石7斗2升0合9勺4才7撮)・川口村 (2863石4斗5升8合9勺8才4撮)・八対野村 (1161石9斗4升1合0勺4才0撮)・垣内村 (90石6斗0升3合9勺9才6撮)・山田野村 (938石3斗5升7合9勺7才1撮)・真見村 (198石7斗1升0合0勺0才7撮)・藤村 (373石7斗9升0合0勺0才9撮)・北家城村 (185石6斗3升8合0勺0才0撮)・二俣村 (402石1斗6升1合9勺8才7撮)・福田山村 (150石7斗4升6合9勺9才4撮)・城立村 (22石6斗5升0合0勺0才0撮)・大原村 (47石5斗7升0合0勺0才0撮)・小杉村 (73石7斗1升6合0勺0才3撮)・八手俣村 (173石6斗4合7升0勺0才3撮)・南家城村 (964石4斗4合3升9勺7才0撮)・八知村 (1655石1斗7合1升9勺9才7撮)・太郎生村 (912石2斗4合7升9勺8才6撮)・三多気村 (186石5斗3升7合0勺0才3撮)・杉平村 (105石5斗8升1合0勺0才1撮)・石名原村 (786石3斗5升1合9勺9才0撮)・小森村 (1358石9斗0升1合0勺0才1撮)・小森上野村(673石8斗1升5合9勺7才9撮)・榊原村 (2641石1斗6升5合0勺3才9撮)・谷杣村 (353石8斗4升5合0勺0才1撮)・大村 (1896石5斗5升3合9勺5才5撮)・大仰村(720石5斗8升1合9勺7才0撮)・佐田村 (973石0斗8升5合0勺2才2撮)・中ノ村 (402石4斗4升4合0勺0才0撮)・上ノ村 (238石4斗4升9合0勺0才5撮)・南出村(359石3斗6升0合9勺9才2撮)・稲垣村 (486石8斗7升5合0勺0才0撮)・川上村 (457石6斗1升5合9勺9才7撮)	
- - 飯野郡のうち - 33村（うち豊原村を和歌山藩に編入）

豊原村 (362石8斗8升5合9勺8才6撮)・伊賀町村・〔明治4年・豊原村〕(566石5斗2升8合0勺1才5撮)・陰陽村 (123石0斗6升0合9勺9才7撮)・久保村 (494石9斗5升0合9勺8才9撮)・清水村 (363石5斗5升8合0勺1才4撮)・菅生村 (301石7斗0升0合0勺1才2撮)・立利村 (685石3斗6升4合9勺9才0撮)・才田村 (270石3斗0升8合0勺1才4撮)・上七見村 (887石1斗8升1合0勺3才0撮)・和屋村 (894石9斗3升7合9勺8才8撮)・山下村 (146石4斗4升0合0勺0才2撮)・櫛田村 (1224石4斗0升9合0勺5才8撮)・安楽村 (210石3斗9升1合0勺0才6撮)・山添村 (631石9斗3升7合9勺8才8撮)・魚見村 (668石7斗1升9合9勺7才1撮)・川島村 (262石5斗9升2合9勺8才7撮)・新開村 (270石1斗7升0合0勺1才3撮)・腹太村 (262石3斗5升9合0勺0才9撮)・保津村 (479石7斗8升2合9勺9才0撮)・六根村 (539石9斗1升9合9勺8才3撮)・井口村 (247石3斗1升1合0勺0才5撮)・中河原村 (107石5斗5升1合0勺0才3撮)・高木村 (706石3斗0升4合9勺9才3撮)・早馬瀬村(286石8斗6升3合0勺0才7撮)・目田村 (322石4斗1升0合0勺0才4撮)・中万村 (1282石8斗8升0合9勺8才1撮)・下蛸路村 (529石7斗0升6合9勺7才0撮)・八太村(433石1斗1升8合9勺8才8撮)・新屋敷村 (452石3斗9升0合9勺9才1撮)・上蛸路村 (531石4斗3升7合0勺1才2撮)・下七見村 (668石3斗5升3合0勺2才7撮)・松名瀬村 (456石4斗5升7合0勺0才1撮)・横地村 (43石4斗5升2合0勺0才0撮)	
- - 多気郡のうち - 20村

前野村 (669石3斗9升0合0勺1才5撮)・田屋村 (234石4斗3升1合0勺0才0撮)・志貴村 (566石6斗7升7合9勺7才9撮)・大垣内村 (392石0斗1升1合9勺9才3撮)・垣内田村 (102石0斗5升6合0勺0才0撮)・神守村 (201石7斗2升0合0勺0才1撮)・牛草村 (49石1斗2升5合9勺9才9撮)・蓮花寺村 (55石2斗4升9合0勺0才1撮)・乙部村 (81石8斗8升8合0勺0才0撮)・東黒部村 (1162石3斗7升5合9勺7才7撮)・柿木原村 (301石1斗3升4合0勺0才3撮)・出間村 (431石6斗2升6合0勺0才7撮)・土古路村 (246石6斗9升7合9勺9才8撮)・川尻村 (331石1斗5升4合9勺9才9撮)・北藤原村 (348石1斗7升8合0勺0才9撮)・南藤原村 (299石4斗8升5合9勺9才2撮)・中村 (728石4斗0升8合0勺2才0撮)・内座村 (242石4斗0升6合0勺0才6撮)・養田村 (182石7斗2升3合9勺9才9撮)・丹川村 (91石5斗6升7合0勺0才1撮)	
- 伊賀国一円
  - 阿拝郡 - 69村

上野村 (661石2斗8升8合0勺2才5撮)・木興村 (1092石1斗9升2合9勺9才3撮)・久米村 (92石6斗1升0合0勺0才1撮)・四十九村 (461石2斗8升3合9勺9才7撮)・浅宇田村 (673石1斗7升9合9勺9才3撮)・下ノ庄村 (767石6斗6升0合8勺2才8撮)・法花村 (320石2斗7升4合9勺9才4撮)・大野木村 (974石6斗2升0合9勺7才2撮)・朝屋村 (475石0斗9升7合9勺9才2撮)・長田村 (1170石6斗7升1合9勺9才7撮)・島ヶ原村 (1538石4斗6升1合0勺6才0撮)・西山村 (515石4斗6升5合0勺2才7撮)・波野田村 (87石3斗1升4合0勺0才3撮)・西村 (1425石3斗4升8合0勺2才2撮)・東村 (891石5斗5升2合9勺7才9撮)・小田村 (876石3斗2升5合9勺8才9撮)・野間村 (407石9斗3升4合9勺9才8撮)・三田村 (862石6斗5升5合0勺2才9撮)・大谷村 (194石3斗2升0合9勺9才9撮)・山神村 (223石0斗4升6合9勺97撮)・比曾河内村 (711石4斗0升1合9勺7才8撮)・音羽村 (416石2斗4升4合9勺9才5撮)・土橋村 (481石9斗9升3合9勺8才8撮)・西条村 (304石3斗2升0合0勺0才7撮)・東条村 (244石4斗4升2合0勺0才1撮)・阪ノ下村 (220石7斗3升1合0勺0才3撮)・外山村 (222石0斗0升5合9勺9才7撮)・佐那具村 (740石5斗8升3合9勺8才4撮)・千歳村 (919石6斗4升0合9勺9才1撮)・一ノ宮村 (177石7斗9升2合9勺9才9撮)・寺田村 (468石1斗4升0合9勺9才1撮)・荒木村 (756石8斗2升5合0勺1才2撮)・西明寺村 (784石7斗0升3合0勺0才3撮)・高畑村 (470石6斗1升7合7勺9才8撮)・羽根村 (406石9斗4升6合9勺9才1撮)・服部村 (1255石5斗0升7合8勺1才2撮)・印代村 (232石8斗0升9合9勺9才8撮)・中友田村 (439石6斗3升0合0勺0才5撮)・上友田村 (815石2斗1升8合9勺9才4撮)・小杉村 (616石2斗2升4合9勺7才6撮)・東湯船村 (654石1斗0升1合0勺1才3撮)・西湯船村 (714石3斗8升3合9勺7才2撮)・玉滝村 (1714石3斗8升4合0勺3才3撮)・内保村 (296石9斗9升1合7勺9才1撮)・槙山村 (905石2斗4升7合0勺0才9撮)・丸柱村 (484石6斗8升8合9勺9才5撮)・石川村 (308石3斗2升6合9勺9才6撮)・波敷野村(446石3斗1升7合9勺93撮)・川合村 (481石5斗8升8合0勺13撮)・馬場村 (760石2斗5升7合0勺1才9撮)・千貝村 (253石0斗1升3合0勺0才0撮)・馬田村 (587石1斗7升4合9勺8才8撮)・田中村 (322石2斗1升6合0勺0才3撮)・下友田村 (535石1斗3升5合9勺8才6撮)・上柘植村 (1178石0斗5升8合9勺6才0撮)・野村 (260石3斗1升3合5勺9才9撮)・中柘植村 (551石4斗3升9合0勺2才6撮)・楯岡村 (378石0斗8升4合9勺9才1撮)・新堂村 (955石9斗5升8合0勺0才8撮)・御代村  (987石8斗2升8合9勺7才9撮)・柏野村 (929石2斗4升1合0勺2才8撮)・円徳院村 (645石9斗7升9合1勺8才7撮)・西ノ沢村 (800石0斗9升3合9勺9才4撮)・川西村 (970石0斗2升6合9勺7才8撮)・川東村 (1056石6斗5升7合9勺5才9撮)・山畑村 (645石4斗0升6合0勺0才6撮)・愛田村 (716石2斗8升6合9勺8才7撮)・下柘植村 (2045石2斗5升5合9勺8才1撮)・上村 (247石9斗7升3合0勺0才7撮)	
- - 山田郡 - 26村

千戸村 (709石9斗7升1合9勺8才5撮)・真泥村 (1662石1斗5升0合0勺2才4撮)・畑村 (622石0斗7升8合9勺7才9撮)・炊村 (1309石4斗5升7合0勺3才1撮)・甲野村 (1332石2斗5升3合0勺5才2撮)・鳳凰寺村 (421石5斗5升3合9勺8才6撮)・平田村 (1405石7斗7升6合0勺0才1撮)・出後村 (682石7斗1升0合0勺2才2撮)・中村(640石2斗7升6合0勺0才1撮)・川北村 (250石8斗7升3合0勺0才1撮)・広瀬村 (444石2斗6升5合0勺1才5撮)・下阿波村 (1316石0斗7升1合0勺4才5撮)・富永村 (449石5斗4升2合9勺9才9撮)・猿野村 (542石9斗7升6合9勺9才0撮)・上阿波村 (619石5斗4合1升0勺1才6撮)・奥馬野村 (250石5斗7升4合0勺0才5撮)・中馬野村 (127石9斗8升2合0勺0才2撮)・坂下村 (141石5斗3升3合9勺9才7撮)・高山村 (412石3斗2升0合0勺0才7撮)・喰代村 (820石9斗8升9合0勺1才4撮)・蓮池村 (1061石0斗6升1合0勺3才5撮)・上友生村 (511石8斗1升6合9勺8才6撮)・界外村 (419石9斗1升5合9勺8才5撮)・中友生村 (476石7斗6升8合7勺9才9撮)・下友生村 (1008石2斗8升9合9勺7才8撮)・富岡村 (134石4斗4升0合9勺9才4撮)		
- - 名張郡 - 41村

梁瀬村 (501石7斗4升6合0勺0才2撮)・北出村 (412石7斗2升7合9勺9才7撮)・南出村 (424石7斗0升8合0勺0才8撮)・平尾村 (367石7斗4升5合7勺8才9撮)・蔵持村 (1086石9斗1升2合9勺6才4撮)・狭田村 (304石2斗6升9合0勺1才2撮)・夏見村 (716石9斗8升9合0勺1才4撮)・下比奈知村 (804石3斗4升3合9勺9才4撮)・滝ノ原村 (674石5斗4升6合0勺2才1撮)・上比奈知村 (434石4斗9升7合9勺8才6撮)・長瀬村 (703石6斗2升9合0勺2才8撮)・布生村 (667石5斗3升1合9勺8才2撮)・神屋村 (607石8斗5升9合9勺8才5撮)・奈垣村 (565石1斗0升1合0勺1才3撮)・西田原村 (616石7斗7升3合9勺8才7撮)・鵜山村 (226石9斗1升2合0勺0才3撮)・八幡村 (239石6斗7升3合9勺9才6撮)・家野村 (217石5斗2升9合9勺9才9撮)・葛尾村 (34石8斗7升4合0勺0才1撮)・薦生村 (464石4斗1升1合4勺0才7撮)・下三谷村 (213石6斗6升4合9勺9才3撮)・短野村 (177石9斗1升2合0勺0才3撮)・夏秋村 (143石7斗0升5合0勺0才2撮)・大屋戸村 (180石7斗6升1合0勺0才2撮)・黒田村 (407石2斗3升0合0勺1才1撮)・結馬村 (209石8斗3升2合9勺9才3撮)・井手村 (165石5斗8升5合9勺9才9撮)・安部田村 (859石2斗5升7合9勺9才6撮)・矢川村 (567石4斗5升0合0勺1才2撮)・上三谷村 (94石1斗9升9合9勺9才7撮)・竜口村 (135石9斗1升4合0勺0才1撮)・長坂村 (102石3斗7升8合9勺9才8撮)・一ノ井村 (285石2斗1升2合0勺0才6撮)・柏原村 (379石3斗3升4合9勺9才1撮)・丈六村 (462石2斗3升7合0勺0才0撮)・長屋村 (659石1斗6升1合9勺8才7撮)・檀村 (306石2斗4升3合9勺8才8撮)・星川村 (307石6斗7升8合0勺0才9撮)・青蓮寺村 (370石4斗0升2合0勺0才8撮)・中村 (686石1斗2升9合0勺2才8撮)・瀬古口村 (752石5斗9升8合0勺2才2撮)		
- - 伊賀郡 - 61村

笠部村（301石4斗8升4合9勺8才5撮)・依那具村(667石4斗1升1合9勺8才7撮)・市部村（631石3斗8升1合7勺7才5撮)・沖村（839石9斗8升9合9勺9才0撮)・才良村（447石2斗7升2合0勺0才3撮)・岡波村（453石0斗6升7合9勺9才3撮)・森村（699石2斗1升3合9勺8才9撮)・界外村（398石3斗7升2合0勺0才9撮)・摺見村（633石5斗9升6合0勺0才8撮)・滝村（275石8斗7升3合9勺9才3撮)・妙楽寺村（334石7斗3升0合0勺1才1撮)・勝地村（382石4斗8升8合8勺0才0撮)・北山村（460石9斗1升1合9勺8才7撮)・下川原村（240石0斗4升2合9勺9才9撮)・伊勢地村（347石5斗1升9合9勺8才9撮)・奥鹿野村（188石2斗5升7合0勺0才4撮)・老川村（458石3斗0升9合9勺9才8撮)・福川村（82石3斗6升0合0勺0才1撮)・諸木村（212石8斗0升0合0勺0才3撮)・霧生村（739石0斗1升8合9勺8才2撮)・腰山村（120石0斗3升9合0勺0才1撮)・高尾村（464石4斗6升0合9勺9才9撮)・種生村（454石8斗6升6合6勺0才8撮)・川上村（214石3斗8升9合9勺9才9撮)・羽根村（990石9斗1升1合0勺11撮)・古郡村（458石8斗7升0合6勺9才7撮)・阿保村（653石2斗5升8合9勺7才2撮)・別府村（532石8斗9升8合0勺10撮)・寺脇村（304石3斗2升9合9勺8才7撮)・岡田村（309石2斗9升5合9勺9才0撮)・柏尾村（249石7斗2升0合0勺0才1才撮)・上ノ庄村（502石9斗7升7合9勺9才7撮)・山出村（341石0斗4升5合0勺1才3撮)・猪田村（1392石9斗5升8合0勺0才8撮)・森寺村（371石8斗0升4合9勺9才3撮)・上郡村（526石6斗2升9合0勺2才8撮)・下郡村（388石5斗3升2合9勺9才0撮)・枅川村（370石0斗8升4合0勺1才5撮)・下神戸村（942石8斗8升2合0勺1才9撮)・下小波田村（312石8斗8升9合0勺0才8撮)・上林村（391石8斗3升2合7勺0才3撮)・上神戸村（1280石4斗5升8合2勺5才2撮)・比土村（1209石3斗2升6合2勺9才4撮)・新田村（904石0斗6升5合0勺0才2撮)・上小波田村（503石4斗2合3升0勺0才4撮)・中村（934石7斗9升6合0勺2才1撮)・東田原村（826石0斗7升7合0勺2才6撮)・南村（262石7斗3升1合9勺9才5撮)・安場村（310石9斗9升2合0勺0才4撮)・東谷村（242石1斗3升6合9勺9才3撮)・鍛冶屋村（330石5斗9升2合0勺1才0撮)・菖蒲池村（325石2斗5升1合0勺0才7撮)・界外村（95石1斗9升6合9勺9才9撮)・蔵繩手村（297石8斗1升2合9勺8才8撮)・湯屋谷村（71石7斗4升9合1勺9才9撮)・桂村（202石7斗4升0合9勺9才7撮)・大滝村（565石5斗6合5升9勺7才9撮)・上予野村（836石5斗8合3升0勺0才8撮)・下予野村（620石5斗2合0升9勺9才6撮)・治田村（1105石6斗7升2合9勺7才4撮)・白樫村（284石0斗9升2合9勺8才7撮)
- 大和国
  - 添上郡のうち - 42村

沓掛村 (121石5斗1升9合9勺9才7撮)・矢田原村 (281石7斗0升5合9勺9才4撮)〔新田 5石4斗6升8合〕・茗荷村 (233石1斗2升8合0勺0才6撮)〔子新田 1石2斗0升0合〕・南田原村 (221石7斗7升6合9勺9才3撮)・中之庄村 (187石6斗0升6合9勺9才5撮)・中之庄下村 (71石0斗7升1合9勺9才9撮)・和田村 (127石1斗6升5合0勺0才1撮)・横田村 (160石4斗4升4合0勺0才0撮)・中貫村 (55石3斗6升9合9勺9才9撮)・大野村 (114石7斗5升0合0勺0才0撮)・日笠上村 (203石7斗4升0合0勺0才5撮)・日笠下村 (49石3斗8升0合0勺0才1撮)・此瀕村 (100石0斗0升0合0勺0才0撮)・須山村 (144石3斗8升0合0勺0才5撮)・下丹生村 (218石5斗0升9合9勺9才5撮)・水間上村 (182石2斗6升4合9勺9才9撮)・水間下村 (202石6斗1升5合0勺0才5撮)・別所村 (123石9斗0升0合0勺0才2撮)・杣川村(95石2斗3升0合0勺0才3撮)・長谷村 (224石3斗2升0合0勺0才7撮)・鉢ヶ坪村 (102石1斗6升6合0勺0才0撮)・坂原村 (82石8斗3升7合9勺9才7撮)・古市村(1008石0斗9升9合9勺7才6撮)・鹿野園村 (480石0斗0升0合0勺0才0撮)〔新田 2石3斗1升6合〕・藤原村 (338石8斗8升6合9勺9才3撮)・八島村 (169石3斗0升0合0勺0才3撮)・北椿尾村 (187石0斗3升7合0勺0才3撮)〔新田 1石6斗6升8合〕・南椿尾村 (59石5斗9升0合0勺0才0撮)・興隆寺村 (117石0斗5升0合0勺0才3撮)〔新田　0石6斗5升3合〕・米谷村 (322石9斗5升0合0勺1才2撮)・中畑村 (178石1斗7升9合9勺9才3撮)・虚空蔵村 (76石6斗3升9合9勺9才9撮)・楢村 (595石8斗8升5合0勺1才0撮)・鉢伏村 (6石7斗1升0合0勺0才0撮)・両村 (158石6斗1升7合9勺9才6撮)・西村 (318石0斗7升8合0勺0才3撮)・東村 (175石4斗5升1合0勺0才4撮)・上手村 (66石1斗9升5合0勺0才0撮)・中村 (168石2斗1升6合9勺9才5撮)・下手村 (82石3斗4升3合0勺0才2撮)・広岡村 (71石8斗3升0合0勺0才2撮)・城戸村 (272石1斗5升8合9勺9才7撮)		
- - 式上郡のうち - 9村

粟殿村 (363石4斗5升5合9勺9才4撮)・萱森村 (219石4斗2升9合9勺9才3撮)・吉隠村 (448石9斗8升9合0勺1才4撮)・松之本村 (180石8斗8升8合0勺0才0撮)・外山村 (623石7斗9升9合9勺8才8撮)・大豆越村 (221石2斗3升3合0勺0才2撮)・太田村 (251石9斗8升8合0勺0才7撮)・草川村 (163石3斗8升9合9勺9才9撮)・川合村 (210石1斗9升9合9勺9才7撮)		
- - 十市郡のうち - 24村

大福村 (240石6斗3升0合0勺0才5撮)・下居村 (30石2斗8升0合0勺0才1撮)・粟原村 (767石5斗0升0合0勺0才0撮)・倉橋村 (267石6斗4升9合9勺9才4撮)・膳夫村 (104石3斗0升0合0勺0才3撮)〔新開 2石3斗6升0合〕・西宮村 (107石1斗6升9合9勺9才8撮)・新堂村 (661石4斗6升3合0勺1才3撮)・下り尾村 (166石5斗0升0合0勺0才0撮)・下村 (219石2斗7升0合0勺0才4撮)・上之宮村 (181石4斗7升0合0勺0才1撮)・河西村 (333石4斗5升4合9勺8才7撮)〔新田 0石4斗4升0合〕・桜井村 (754石3斗2升5合9勺89撮)・谷村 (491石9斗2升8合9勺86撮)・阿部村 (544石7斗3升1合9勺9才5撮)・高田村 (462石1斗9升0合0勺02撮)・生田村 (309石0斗0升0合0勺0才0撮)・池之内村 (426石6斗1合9升9勺9才5撮)・山田村 (690石5斗5合4升9勺9才3撮)〔新田 26石7斗7升5合〕・新屋敷村 (417石5斗1升0合0勺1才0撮)・山之坊村 (307石7斗0升0合0勺1才2撮)・鹿路村 (118石0斗0升0合0勺0才0撮)・針道村 (76石5斗0升0合0勺0才0撮)・南音羽村 (127石2斗0升9合9勺9才9撮)・北音羽村 (79石7斗8升8合0勺0才2撮)	
- - 山辺郡のうち - 59村（うち1村を柳生藩に編入）

杉原村 (63石7斗6升4合0勺0才0撮)・大塩村 (213石1斗0升6合9勺9才5撮)・嵩村 (14石7斗1升0合0勺0才0撮)・広瀬村 (131石9斗1升9合9勺9才8撮)・岩屋村 (275石2斗0升0合0勺1才2撮)・毛原村 (100石0斗0升0合0勺0才0撮)〔新開 19石7斗0升7合〕・下笠間村 (399石8斗9升9合9勺9才4撮)・深野村 (200石0斗0升0合0勺0才0撮)・長瀬下村 (150石8斗4升3合9勺9才4撮)・長瀬中村 (100石9斗5升5合0勺0才2撮)・長瀬上村 (156石5斗0升7合0勺0才4撮)・髭無村(102石3斗8升9合9勺9才9撮)・古大野村 (158石5斗4升4合0勺0才6撮)・大野上村 (339石3斗2升5合9勺8才9撮)・大野下村 (305石0斗4升8合0勺0才4撮)・緑川村(328石7斗5升6合0勺1才2撮)・清水村 (233石7斗1升0合0勺0才7撮)・無山村 (248石0斗5升2合9勺9才4撮)・多田村 (201石1斗5升3合0勺0才0撮)・染田村(262石5斗6升3合9勺9才5撮)・北白石村 (491石7斗7升6合0勺0才1撮)〔新田 0石7斗0升6合〕・南白石村 (436石0斗3升5合0勺0才4撮)〔新田 3石6斗0升9合〕・小山戸村 (533石5斗7升5合0勺1才2撮)・馬場村 (227石3斗7升5合0勺0才0撮)・下山田村 (422石7斗9升8合0勺0才4撮)・福路寺村 (91石1斗6升5合0勺0才1撮)・上山田村 (337石8斗7升7合0勺1才4撮)・上山田村 (337石8斗7升7合0勺1才4撮)・中定村 (228石7斗9升4合9勺9才8撮)・浄土村 (186石3斗9升5合0勺0才4撮)・福住別所村 (251石0斗1升1合9勺9才3撮)〔新田 2石6斗5升5合〕・下入田村 (220石4斗4升5合9勺9才9撮)・上入田村 (393石1斗5升6合0勺0才6撮)・南田村 (143石2斗7升2合0勺0才3撮)・井ノ市村 (329石8斗3升4合0勺1才5撮)・長谷村 (37石6斗8升8才合0勺0才0撮)・小野味村 (99石4斗0升0合0勺0才2撮)・西針村 (350石8斗4升3合9勺9才4撮)・東針村 (302石7斗8升6合0勺1才1撮)・小倉村 (186石7斗7升8合0勺0才0撮)・上深川村 (175石4斗1升7合9勺9才9撮)・下深川村 (308石9斗2升1合9勺9才7撮)・切幡村 (211石1斗3升0合0勺0才5撮)・勝原上村 (92石3斗3升2合0勺0才1撮)・勝原下村 (88石0斗9升9合9勺9才8撮)・三ヶ谷村 (207石4斗2升9合9勺9才3撮)・箕輪村 (141石4斗4升9合9勺9才7撮)・伏拝村 (84石3斗9升7合0勺0才3撮)〔新田 4石3斗5升5合〕・中村 (168石8斗8升0合0勺0才5撮)・三昧田村 (200石0斗0升0合0勺0才0撮)・丹波市村 (271石3斗0升9合9勺9才8撮)・福知堂村 (164石5斗7升0合0勺0才7撮)・川原城村 (508石0斗7升0合0勺0才7撮)・三島村 (304石9斗0升8合9勺9才7撮)・荘屋敷村 (301石5斗3升1合0勺0才6撮)・別所村 (416石5斗5升9合9勺9才8撮)〔新田　2石7斗5升0合〕・田部村 (489石1斗7升0合0勺1才3撮)・磯上村 (713石5斗2升0合0勺2才0撮)〔新田 16石5斗9升4合〕・岩屋ヶ谷村 (217石1斗9升5合9勺9才9撮)		
- 山城国
  - 相楽郡のうち - 14村

上狛村 (1335石7斗4升4合9勺9才5撮)・法花寺野村 (125石8斗4升2合0勺0才3撮)・大野村 (584石9斗2升4合9勺8才8撮)・観音寺村 (734石2斗3升9合0勺1才4撮)・高田村 (495石1斗2升8合9勺9才8撮)・北村 (666石1斗4升8合0勺1才0撮)・里村 (873石9斗0升1合0勺0才1撮)・兎並村 (483石2斗0升9合0勺1才5撮)・銭司村 (323石7斗3升4合9勺8才5撮)・切山村 (333石3斗2升1合9勺9才1撮)・北笠置村 (159石6斗7升3合9勺9才6撮)・南笠置村 (542石6斗1升7合0勺0才4撮)・上有市村 (241石5斗3升1合9勺9才8撮)・下有市村 (171石2斗4升4合0勺0才3撮)
明治維新後、山辺郡1村が柳生藩領から柳生藩・津藩の相給となって領地に加わった。

## 大和古市陣屋
奈良県奈良市古市町にあった津藩における大和国の添上郡・式上郡・山辺郡・十市郡と、山城国の相楽郡の5万石を支配した陣屋。 陣屋勘定場の土蔵が残っている。
元和3年(1617年)、徳川頼宣が紀伊和歌山へ移封になった際、伊勢の田丸領5万石が紀州家領となった。それまで田丸領を与えられていた藤堂高虎には山城国の相楽郡、大和国の添上・山辺・十市郡内で5万石が代替地として与えられた。
延宝5年(1677年)に津藩領の采地陣屋として藤堂高久によって築かれた。
津藩では伊賀上野城代管轄下の城和奉行が城和領の治政を担当して明治に至った。

## 久居藩
久居藩（ひさいはん）は、伊勢国久居周辺（三重県旧久居市、現在は合併により津市）を支配した津藩の支藩。

### 久居藩史
寛文9年（1669年）、津藩の第2代藩主・藤堂高次が隠居して家督を子の藤堂高久に譲ったとき、次男の藤堂高通に5万石を分与して津藩の支藩である久居藩を立藩した。しかし城主格の大名でありながら、築城を許可されず、久居陣屋と城下町を建設するに留まった。
久居藩は高次が本家の嗣子が絶えた場合の無嗣子による改易に備えて設置した藩である。元禄10年（1697年）に高通の跡を継いだ藤堂高堅は、3000石をさらに分与されて5万3000石を領する藩主となる。久居藩の内部状況であるが、常に津藩の本家の慣習を踏襲し、相談も行うこととなったが、5回に渡って江戸藩邸が焼失し、さらに連年にわたって凶作が相次ぐなどの悪条件も重なって、第5代藩主・藤堂高豊、第6代藩主・藤堂高雅の頃から財政悪化が顕著となった。
そのため、倹約令を出して俸禄の借り上げを行ったが、その後も天明の大飢饉、天保の大飢饉、甲州の諸川の手伝い普請などから、遂に財政は破綻寸前となった。しかし名君で有名な第12代藩主・藤堂高兌の藩政改革により、藩財政は再建された。しかし高兌の死後（高兌は本家の藩主となっていた）、再び久居藩は財政が悪化し、第15代藩主・藤堂高聴は新田開発や雲出川の治水工事に取り組むことで藩政を再建しようとした。この改革は成功し、再び久居藩は再建された。
幕末期は本家の津藩と共に天誅組討伐に参加した。明治2年（1869年）、第16代藩主・藤堂高邦は版籍奉還により知藩事となる。明治4年（1871年）の廃藩置県で久居藩は廃藩となって久居県、安濃津県、翌年には三重県に編入された。久居藩領の一志郡は久居県を経て度会県となり、明治9年（1876年）には三重県に編入されることとなった。
歴代藩主の多くは若死、もしくは本家の津藩を継承した者が多い。

#### 歴代久居藩主
- 藤堂家

外様。5万石→5万3000石→5万8700石。
1. 高通
2. 高堅
3. 高陳
4. 高治
5. 高豊
6. 高雅
7. 高敦
8. 高朶
9. 高興
10. 高衡
11. 高矗
12. 高兌
13. 高邁
14. 高秭 - 「やつ」は「秭（禾＋弔に似た字）」
15. 高聴
16. 高邦

江戸の墓所は青山霊園に改葬されている。

#### 幕末の領地
- 伊勢国
  - 三重郡のうち - 11村

小生村 (306石1斗1升7合0勺0才4撮)・大井手村 (270石8斗6升5合9勺9才7撮)・伊倉村 (298石1斗8升3合0勺1才4撮)・久保田村 (255石1斗4升1合9勺9才8撮)	・東中川原村 (171石7斗7升6合0勺0才1撮)・西中川原村 (199石5斗8升9合9勺9才6撮)・川原田村 (965石3斗2升0合0勺0才7撮)・尾平村 (681石2斗2升6合0勺1才3撮)・曾井村 (122石4斗7升4合9勺9才8撮)・高角村 (1318石1斗4升4合0勺4才3撮)・寺方村 (285石0斗7升1合0勺1才4撮)
- - 河曲郡のうち - 16村

上箕田村 (777石8斗7升2合9勺8才6撮)・中箕田村 (951石5斗2升3合0勺1才0撮)・下箕田村 (992石8斗6升4合9勺9才0撮)・南堀江村 (443石7斗0升8合0勺0才8撮)・越知村 (515石6斗6升4合9勺7才8撮)・北黒田村 (592石6斗4升0合0勺1才5撮)・三宅村 (1180石2斗2升5合9勺5才2撮)・三宅村無里 (316石0斗0升0合0勺0才0撮)・高佐村 (106石7斗3升3合0勺0才2撮)・浜田村 (621石9斗2升9合0勺1才6撮)・田端村 (225石7斗5升9合0勺0才3撮)・川北村 (479石7斗1升6合0勺0才3撮)・山室村 (1141石9斗8升2合0勺5才6撮)・林村 (919石0斗9升4合9勺7才1撮)・楠平尾村 (176石1斗7升3合0勺0才4撮)・楠平尾村無里 (397石7斗0升0合0勺1才2撮)		
- - 鈴鹿郡のうち - 7村

安知本村 (602石3斗0升7合9勺8才3撮)・安知本村無里 (175石0斗0升0合0勺0才0撮)・田茂村 (214石1斗8升2合9勺9才9撮)・三寺村 (1151石2斗1升1合0勺6才0撮)・中荘村 (670石7斗0升0合9勺8才9撮)・下荘村 (1904石8斗3升9合9勺6才6撮)・下荘村無里 (138石4斗7升0合0勺0才1撮)	
- - 安濃郡のうち - 15村撮)

穴倉村 (1220石5斗9升0合9勺4才2撮)・殿村 (1184石3斗4升9合9勺7才6撮)・河辺村 (85石4斗5升3合0勺0才3撮)・田端上野村 (142石6斗0升2合9勺9才7撮)・長岡村 (564石7斗1升3合0勺1才3撮)・妙法寺村 (501石3斗2升9合9勺8才7撮)・高座原村 (490石9斗8升4合9勺8才5撮)・草生村 (2041石6斗7升1合9勺9才7撮)・安部村(481石6斗3升4合0勺0才3撮)・東観音寺村(441石7斗9升5合9勺9才0撮)・岡南村(415石0斗4升4合0勺0才6撮)・北神山村(580石6斗0升1合0勺1才3撮)・岡本村 (761石1斗6升6合0勺1才6撮)・多門村 (496石3斗2升5合0勺1才2撮)			
- - 一志郡のうち - 16村

八太村 (1230石3斗8升0合9勺8才1撮)・本村 (2740石7斗5升2合9勺3才0撮)・小戸木村 (239石3斗3升4合0勺0才0撮)・川方村 (331石1斗1升4合0勺1才4撮)・牧村 (207石0斗6升1合0勺0才5撮)・新家村 (1143石8斗3升3合0勺0才8撮)・戸木村 (2150石6斗4升4合0勺4才3撮)・森村 (1212石5斗9升8合9勺9才9撮)・石橋村 (136石8斗4升3合0勺0才2撮)・其倉村 (85石8斗1升7合0勺0才1撮)・荘田村 (151石2斗5升7合9勺9才6撮)・多野田村 (487石3斗2升9合0勺1才0撮)・蝿田村 (1141石5斗1升5合9勺9才1撮)・大鳥村 (228石0斗7升2合0勺0才6撮)・三ヶ野村 (1604石5斗3升1合9勺8才2撮)・中村 (450石6斗7升7合0勺0才2撮)		
- 山城国
  - 相楽郡のうち - 14村

岩舟村 (427石2斗6升6合9勺9才8撮)・西小村 (292石7斗3升0合0勺1才1撮)・北大門村 (52石3斗9升8合9勺9才8撮)・南大門村 (49石0斗0升0合0勺0才0撮)・東小下村 (48石0斗0升9合9勺9才8撮)・東小上村 (167石1斗5升1合9勺9才3撮)・北下手村 (130石5斗7升0合0勺0才7撮)・南下手村 (210石2斗4升0合0勺0才5撮)・高去村 (124石3斗3升1合0勺0才1撮)・勝風村 (161石4斗1升7合9勺9才9撮)・森村 (160石2斗1升4合9勺9才6撮)・大畑村 (254石5斗0升9合9勺9才5撮)・尻枝村 (391石1斗5升4合9勺9才9撮)・辻村 (486石8斗9升8合0勺1才0撮)		
- 大和国
  - 添上郡のうち - 4村

坂原村 (220石1斗6升2合0勺0才3撮)・忍辱山村 (239石4斗1升0合0勺0才4撮)・大平尾村 (265石6斗9升9合0勺0才5撮)・和爾村 (473石5斗7升6合9勺9才6撮)〔新田　7石3斗3升5合〕		
- - 広瀬郡のうち - 1村

沢村 (27石4斗1升0合0勺0才0撮)
- - 式上郡のうち - 1村

三谷村 (207石4斗5升5合9勺9才4撮)
- - 十市郡のうち - 7村

高家村 (300石0斗0升0合0勺0才0撮)・大福村 (759石3斗6升9合9勺9才5撮)・木之本村 (226石8斗8升0合0勺0才5撮)・新口村 (544石0斗8升0合0勺1才7撮)・西味間村 (488石5斗3升7合9勺9才4撮)・東味間村 (442石0斗6升3合9勺9才5撮)・味間村出屋敷 (74石3斗9升8合0勺0才3撮)	
- - 山辺郡のうち - 15村勺

上荻村 (115石9斗1升9合9勺9才8撮)〔新田　0石3斗0升0合〕・中荻村 (106石2斗2升0合0勺0才1撮)〔新田　1石0斗2升9合〕・下荻村 (113石0斗8升0合0勺0才2撮)〔新田　0石9斗8升3合〕・長滝村 (167石4斗1升0合0勺0才4撮)・上仁興村 (131石3斗1升7合9勺9才3撮)・下仁興村 (211石3斗8升9合9勺9才9撮)・苣原村 (264石9斗5升9合9勺9才1撮)・藺生村 (247石3斗6升0合0勺0才1撮)・来迎寺村 (26石2斗0升2合0勺0才0撮)〔新田　0石2斗9升8合〕・豊井村 (274石6斗6升0合0勺0才4撮)〔新田　1石4斗4升0合〕・桃尾村 (94石5斗2升9合9勺9才9撮)〔新田　2石2斗6升0合〕・友田村 (430石8斗2升0合0勺0才7撮)〔新田　3石8斗8升2合〕・針ノ尾村 (29石2斗1升6合9勺9才9撮)・甲岡村 (175石5斗8升9合9勺9才6撮)〔新田　0石0斗8升6合〕・豊田村 (465石5斗2升9合9勺9才9撮)〔新田　0石7斗5升9合〕	

## 家老
- 津藩家臣団を参照

## 関連リンク
- 津藩（藤堂和泉守高敦） - 武鑑全集（人文学オープンデータ共同利用センター）
- 久居（藤堂佐渡守高矗） - 武鑑全集（人文学オープンデータ共同利用センター）

| 先代 （伊勢国・伊賀国） | 行政区の変遷 1595年 - 1871年 （津藩→津県）     | 次代 安濃津県 |
| 先代 （伊勢国）         | 行政区の変遷 1669年 - 1871年 （久居藩→久居県） | 次代 度会県   |